# Latem Leven
Latem Leven is een realityprogramma op VTM, een creatie van het Latemse productiehuis van Niels William. Het programma volgt (on)bekende inwoners van het dorp Sint-Martens-Latem - één van de rijkste gemeenten van België - waar ze hun werk of leven hebben opgebouwd.
In de serie kwamen onder andere Oscar van den Boogaard, de Boxy broers (Kristof en Stefan), Daniel Dimovski, Patrick Goossens, Virginie Morobé, David Damman, Jothi Impanis en Valerie De Booser aan bod.

## Afleveringen
Het programma bestaat uit negen afleveringen. De eerste aflevering werd uitgezonden op 3 november 2020 en de laatste op 12 januari 2021, waarin werd teruggekeken op het voorbijgegane jaar. Op 22 november 2022 startte het 2de seizoen.

## Trivia
Verschillende bekende figuren passeerden de afleveringen. Onder andere Boy George, Koen Wauters, Zita Wauters, ...